# Alvand-Klasse
Die Alvand-Klasse ist eine Klasse von kleinen Fregatten der iranischen Marine. Die Schiffe wurden Ende der 1960er-Jahre in Großbritannien für den Iran gebaut.

## Beschreibung
Hauptaufgabe der Schiffe ist die U-Boot-Abwehr und der Kampf gegen Überwasserschiffe. Die ursprüngliche Bewaffnung bestand aus fünf Sea Killer-Seezielflugkörpern, Seacat-Flugabwehrraketen, einem Wasserbombenwerfer und diversen Rohrwaffen.
Kurz vor der iranischen Revolution wurden die Schiffe überholt und danach durch die neue iranische Führung umbenannt. In den 1990er-Jahren wurde die Bewaffnung der Schiffe auf den jetzigen Stand gebracht.
Der Iran entwickelte aus der Alvandklasse die Moudsch-Klasse.

## Einheiten
| Kennung    | Name                 | Bauwerft           | Kiellegung        | Stapellauf    | Indienststellung | Bemerkungen                                                 |
| ---------- | -------------------- | ------------------ | ----------------- | ------------- | ---------------- | ----------------------------------------------------------- |
| 71 (DE 12) | Alvand (ex-Saam)     | Vosper Thornycroft | 22. Mai 1967      | 25. Juli 1968 | 20. Mai 1971     | aktiv                                                       |
| 72 (DE 14) | Albors (ex-Zaal)     | Vickers            | 3. März 1968      | 4. März 1969  | 1. März 1971     | aktiv                                                       |
| 73 (DE 16) | Sabalan (ex-Rostam)  | Vickers            | 10. Dezember 1967 | 4. März 1969  | Juni 1972        | aktiv                                                       |
| 74 (DE 18) | Sahand (ex-Faramars) | Vosper Thornycroft | 25. Juli 1968     | 30. Juli 1969 | 28. Februar 1972 | am 18. April 1988 durch amerikanischen Luftangriff versenkt |

## Einsätze
Die Schiffe nahmen am sogenannten Tankerkrieg gegen den Irak teil.
Die Sahand wurde von der US Navy im Rahmen der Operation Praying Mantis  am 19. April 1988 versenkt.